# Världsmästerskapet i fotboll 2026
Världsmästerskapet i fotboll 2026 spelas i Kanada, Mexiko och USA och blir det 23:e Världsmästerskapet i fotboll för herrar genom tiderna.

## Värdländer
Tanken var ursprungligen att ett beslut om värdland eller värdländer för VM 2026 skulle tas i maj 2017, men efter anklagelserna om mutor vid besluten om värdskapen för VM 2018 och VM 2022 sköts beslutet upp till maj 2020. Vid Fifas kongress i maj 2017 beslutades det dock att snabba på förfarandet. Intresserade medlemsländer fick fram till den 11 augusti 2017 på sig att lämna anbud. Medlemsländer från Europa eller Asien fick inte ansöka eftersom VM 2018 och VM 2022 skulle gå av stapeln där. Därefter skulle Fifas kongress i juni 2018 fatta beslut. Om inget beslut kunde fattas då skulle anbudsförfarandet öppnas upp igen och då skulle även länder i Europa och Asien få ansöka.
Det fanns två ansökningar. USA, Kanada och Mexiko meddelade i april 2017 att man skulle söka gemensamt. Det var första gången som tre länder sökte gemensamt. I ansökan framgick att 60 av de 80 matcherna skulle spelas i USA, däribland alla matcher från och med kvartsfinalerna. Mycket kritik hade under de föregående åren riktats mot att arrangörsländerna hade spenderat tiotals miljarder kronor på nya eller totalt ombyggda arenor som i många fall inte skulle komma att användas eller vara mycket kraftigt överdimensionerade när VM-turneringen var avslutad. Sunil Gulati, ordförande i USA:s fotbollsförbund, menade att deras ansökan inte skulle ha de problemen eftersom den nödvändiga arenaparken redan fanns på plats. Marocko meddelade i augusti 2017 att man också skulle ansöka om att arrangera VM 2026.
Vid Fifas kongress i juni 2018 beslutades att VM 2026 skulle arrangeras av USA, Kanada och Mexiko, vilkas ansökan fick 67 % av rösterna mot Marockos 33 %.

## Format
Förslag hade funnits om utökning av antalet deltagande nationer till de föregående VM-slutspelen, men de förslagen ledde inte till någon förändring. Den 10 januari 2017 beslutade dock Fifa om en utökning från och med VM 2026. Antalet lag kommer att öka till 48 – den största utökningen i VM-slutspelets historia. 48 lag uppdelade på 12 fyralagsgrupper där de 2 bästa går vidare och de 8 bästa treorna.
Reaktionerna var blandade. De som tidigare stött ett förslag av Michel Platini om en utökning till 40 lag var överlag positiva, medan kritiker menade att VM:s status urholkas när nästan en fjärdedel av Fifas medlemsländer kommer att delta. Andra menade att liknande kritik hade kommit även vid tidigare utökningar, men att oron för att kvaliteten skulle försämras visade sig obefogad. Kritik kom också mot att beslutet om utökning enbart hade syftet att öka Fifas intäkter. President Gianni Infantino försvarade sig mot anklagelserna och hävdade att beslutet att utöka VM-slutspelet enbart hade sportsliga motiv.
Med utökningen från 32 till 48 nationer infann sig frågan hur många platser varje kontinent skulle få i det nya formatet. Fifas råd beslutade i maj 2017 om följande fördelning, som inkluderar värdlandet (om det är flera värdländer kommer rådet att besluta vilket eller vilka som är direktkvalificerade):
| Konfederation | Världsdel                | Platser före 2026 (exkl. värdland) | Platser fr.o.m. 2026 (inkl. värdland) |
| ------------- | ------------------------ | ---------------------------------- | ------------------------------------- |
| Uefa          | Europa                   | 13                                 | 16                                    |
| Caf           | Afrika                   | 5                                  | 9                                     |
| AFC           | Asien och Australien     | 4,5                                | 8                                     |
| Conmebol      | Sydamerika               | 4,5                                | 6                                     |
| Concacaf      | Nord- och Centralamerika | 3,5                                | 6                                     |
| OFC           | Oceanien utom Australien | 0,5                                | 1                                     |
| Playoff       |                          | –                                  | 2                                     |
| Totalt        |                          | 31 (+ värdland)                    | 48                                    |

De två platser som inte är direkt tilldelade en viss kontinent kommer att fördelas efter en särskild kval- eller playoff-turnering med sex lag, där varje kontinent utom Europa kommer att bidra med ett lag och det sjätte laget kommer att komma från värdlandets kontinent. De fyra sämst rankade lagen kommer först att mötas två och två, och de två segrarna kommer därefter att möta de två bäst rankade lagen. De två segrarna i dessa senare matcher är klara för VM-slutspelet. Playoff-turneringen ska spelas i samma land eller länder som VM-slutspelet.

## Kvalspel
VM-kvalet inleddes redan under hösten 2023 på vissa kontinenter, där de första lagen kommer bli klara under våren 2025. Först i mars 2025 inleds Europas VM-kval, där vi i november samma år får veta vilka 12 lag som tar direktplatserna i världsmästerskapet. Under Mars 2026 avgörs sedan Europas VM-playoff där ytterligare fyra lag ska ta sig till mästerskapet. 
Då pågår kvalificeringarna till fotbolls VM 2026:
- Sydamerika: September 2023-September 2025
- Asien: Oktober 2023-November 2025
- Afrika: November 2023-November 2025
- Nord- och Centralamerika: Mars 2024-November 2025
- Oceanien: September 2024-Mars 2025
- Europa: Mars 2025-Mars 2026
- Interkontinentala kvalet: Mars 2026

### Kvalificerade lag
| Lag         | Kvalificerad som | Kvalificeringsdatum | Tidigare deltagande | Främsta resultat                               |
| ----------- | ---------------- | ------------------- | --- | ---------------------------------------------- |
| Kanada      | Värdnation       | 13 juni 2018        | 2 (1986, 2022) | Gruppspel (1986, 2022)                         |
| Mexiko      | Värdnation       | 13 juni 2018        | 17 (1930, 1950, 1954, 1958, 1962, 1966, 1970, 1978, 1986, 1994, 1998, 2002, 2006, 2010, 2014, 2018, 2022)                               | Kvartsfinal (1970, 1986)                       |
| USA         | Värdnation       | 13 juni 2018        | 11 (1930, 1934, 1950, 1990, 1994, 1998, 2002, 2006, 2010, 2014, 2022)                                                                   | (1930)                                         |
| Japan       | AFC, topp 2      | 20 mars 2025        | 7 (1998, 2002, 2006, 2010, 2014, 2018, 2022)                                                                                            | Åttondelsfinal (2002, 2010, 2018, 2022)        |
| Nya Zeeland | OFC, vinnare     | 24 mars 2025        | 2 (1982, 2010) | Gruppspel (1982, 2010)                         |
| Iran        | AFC, topp 2      | 25 mars 2025        | 6 (1978, 1998, 2006, 2014, 2018, 2022)                                                                                                  | Gruppspel (1978, 1998, 2006, 2014, 2018, 2022) |
| Argentina   | Conmebol, topp 6 | 25 mars 2025        | 18 (1930, 1934, 1958, 1962, 1966, 1974, 1978, 1982, 1986, 1990, 1994, 1998, 2002, 2006, 2010, 2014, 2018, 2022)                         | (1978, 1986, 2022)                             |
| Uzbekistan  | AFC, topp 2      | 5 juni 2025         | Debut | —                                              |
| Sydkorea    | AFC, topp 2      | 5 juni 2025         | 11 (1954, 1986, 1990, 1994, 1998, 2002, 2006, 2010, 2014, 2018, 2022)                                                                   | Fyra (2002)                                    |
| Jordanien   | AFC, topp 2      | 5 juni 2025         | Debut | —                                              |
| Australien  | AFC, topp 2      | 10 juni 2025        | 6 (1974, 2006, 2010, 2014, 2018, 2022)                                                                                                  | Åttondelsfinal (2006, 2022)                    |
| Brasilien   | Conmebol, topp 6 | 11 juni 2025        | 22 (1930, 1934, 1938, 1950, 1954, 1958, 1962, 1966, 1970, 1974, 1978, 1982, 1986, 1990, 1994, 1998, 2002, 2006, 2010, 2014, 2018, 2022) | (1958, 1962, 1970, 1994, 2002)                 |
| Ecuador     | Conmebol, topp 6 | 11 juni 2025        | 4 (2002, 2006, 2014, 2022) | Åttondelsfinal (2006)                          |

## Spelorter
Mästerskapet planeras att avgöras på sexton arenor i lika många städer.
| USA - Los Angeles - New York City - Dallas - Kansas City - Houston - Atlanta - Philadelphia - Seattle - San Francisco - Boston - Miami | Kanada - Toronto - Vancouver Mexiko - Mexico City - Monterrey - Guadalajara |

## Gruppspel
Alla tider är i lokal tid.

### Grupp A
| Nr | Lag    | S | V | O | F | GM | IM | MS | P |
| -- | ------ | - | - | - | - | -- | -- | -- | - |
| 1  | Mexiko | 0 | 0 | 0 | 0 | 0  | 0  | 0  | 0 |
| 2  |        | 0 | 0 | 0 | 0 | 0  | 0  | 0  | 0 |
| 3  |        | 0 | 0 | 0 | 0 | 0  | 0  | 0  | 0 |
| 4  |        | 0 | 0 | 0 | 0 | 0  | 0  | 0  | 0 |

### Grupp B
| Nr | Lag    | S | V | O | F | GM | IM | MS | P |
| -- | ------ | - | - | - | - | -- | -- | -- | - |
| 1  | Kanada | 0 | 0 | 0 | 0 | 0  | 0  | 0  | 0 |
| 2  |        | 0 | 0 | 0 | 0 | 0  | 0  | 0  | 0 |
| 3  |        | 0 | 0 | 0 | 0 | 0  | 0  | 0  | 0 |
| 4  |        | 0 | 0 | 0 | 0 | 0  | 0  | 0  | 0 |

### Grupp C
| Nr | Lag | S | V | O | F | GM | IM | MS | P |
| -- | --- | - | - | - | - | -- | -- | -- | - |
| 1  |     | 0 | 0 | 0 | 0 | 0  | 0  | 0  | 0 |
| 2  |     | 0 | 0 | 0 | 0 | 0  | 0  | 0  | 0 |
| 3  |     | 0 | 0 | 0 | 0 | 0  | 0  | 0  | 0 |
| 4  |     | 0 | 0 | 0 | 0 | 0  | 0  | 0  | 0 |

### Grupp D
| Nr | Lag | S | V | O | F | GM | IM | MS | P |
| -- | --- | - | - | - | - | -- | -- | -- | - |
| 1  | USA | 0 | 0 | 0 | 0 | 0  | 0  | 0  | 0 |
| 2  |     | 0 | 0 | 0 | 0 | 0  | 0  | 0  | 0 |
| 3  |     | 0 | 0 | 0 | 0 | 0  | 0  | 0  | 0 |
| 4  |     | 0 | 0 | 0 | 0 | 0  | 0  | 0  | 0 |

### Grupp E
| Nr | Lag | S | V | O | F | GM | IM | MS | P |
| -- | --- | - | - | - | - | -- | -- | -- | - |
| 1  |     | 0 | 0 | 0 | 0 | 0  | 0  | 0  | 0 |
| 2  |     | 0 | 0 | 0 | 0 | 0  | 0  | 0  | 0 |
| 3  |     | 0 | 0 | 0 | 0 | 0  | 0  | 0  | 0 |
| 4  |     | 0 | 0 | 0 | 0 | 0  | 0  | 0  | 0 |

### Grupp F
| Nr | Lag | S | V | O | F | GM | IM | MS | P |
| -- | --- | - | - | - | - | -- | -- | -- | - |
| 1  |     | 0 | 0 | 0 | 0 | 0  | 0  | 0  | 0 |
| 2  |     | 0 | 0 | 0 | 0 | 0  | 0  | 0  | 0 |
| 3  |     | 0 | 0 | 0 | 0 | 0  | 0  | 0  | 0 |
| 4  |     | 0 | 0 | 0 | 0 | 0  | 0  | 0  | 0 |

### Grupp G
| Nr | Lag | S | V | O | F | GM | IM | MS | P |
| -- | --- | - | - | - | - | -- | -- | -- | - |
| 1  |     | 0 | 0 | 0 | 0 | 0  | 0  | 0  | 0 |
| 2  |     | 0 | 0 | 0 | 0 | 0  | 0  | 0  | 0 |
| 3  |     | 0 | 0 | 0 | 0 | 0  | 0  | 0  | 0 |
| 4  |     | 0 | 0 | 0 | 0 | 0  | 0  | 0  | 0 |

### Grupp H
| Nr | Lag | S | V | O | F | GM | IM | MS | P |
| -- | --- | - | - | - | - | -- | -- | -- | - |
| 1  |     | 0 | 0 | 0 | 0 | 0  | 0  | 0  | 0 |
| 2  |     | 0 | 0 | 0 | 0 | 0  | 0  | 0  | 0 |
| 3  |     | 0 | 0 | 0 | 0 | 0  | 0  | 0  | 0 |
| 4  |     | 0 | 0 | 0 | 0 | 0  | 0  | 0  | 0 |

### Grupp I
| Nr | Lag | S | V | O | F | GM | IM | MS | P |
| -- | --- | - | - | - | - | -- | -- | -- | - |
| 1  |     | 0 | 0 | 0 | 0 | 0  | 0  | 0  | 0 |
| 2  |     | 0 | 0 | 0 | 0 | 0  | 0  | 0  | 0 |
| 3  |     | 0 | 0 | 0 | 0 | 0  | 0  | 0  | 0 |
| 4  |     | 0 | 0 | 0 | 0 | 0  | 0  | 0  | 0 |

### Grupp J
| Nr | Lag | S | V | O | F | GM | IM | MS | P |
| -- | --- | - | - | - | - | -- | -- | -- | - |
| 1  |     | 0 | 0 | 0 | 0 | 0  | 0  | 0  | 0 |
| 2  |     | 0 | 0 | 0 | 0 | 0  | 0  | 0  | 0 |
| 3  |     | 0 | 0 | 0 | 0 | 0  | 0  | 0  | 0 |
| 4  |     | 0 | 0 | 0 | 0 | 0  | 0  | 0  | 0 |

### Grupp K
| Nr | Lag | S | V | O | F | GM | IM | MS | P |
| -- | --- | - | - | - | - | -- | -- | -- | - |
| 1  |     | 0 | 0 | 0 | 0 | 0  | 0  | 0  | 0 |
| 2  |     | 0 | 0 | 0 | 0 | 0  | 0  | 0  | 0 |
| 3  |     | 0 | 0 | 0 | 0 | 0  | 0  | 0  | 0 |
| 4  |     | 0 | 0 | 0 | 0 | 0  | 0  | 0  | 0 |

### Grupp L
| Nr | Lag | S | V | O | F | GM | IM | MS | P |
| -- | --- | - | - | - | - | -- | -- | -- | - |
| 1  |     | 0 | 0 | 0 | 0 | 0  | 0  | 0  | 0 |
| 2  |     | 0 | 0 | 0 | 0 | 0  | 0  | 0  | 0 |
| 3  |     | 0 | 0 | 0 | 0 | 0  | 0  | 0  | 0 |
| 4  |     | 0 | 0 | 0 | 0 | 0  | 0  | 0  | 0 |

### Ranking av grupptreor
| Nr | Lag (grupp) | S | V | O | F | GM | IM | MS | P |
| -- | ----------- | - | - | - | - | -- | -- | -- | - |
| 1  |             | 0 | 0 | 0 | 0 | 0  | 0  | 0  | 0 |
| 2  |             | 0 | 0 | 0 | 0 | 0  | 0  | 0  | 0 |
| 3  |             | 0 | 0 | 0 | 0 | 0  | 0  | 0  | 0 |
| 4  |             | 0 | 0 | 0 | 0 | 0  | 0  | 0  | 0 |
| 5  |             | 0 | 0 | 0 | 0 | 0  | 0  | 0  | 0 |
| 6  |             | 0 | 0 | 0 | 0 | 0  | 0  | 0  | 0 |
| 7  |             | 0 | 0 | 0 | 0 | 0  | 0  | 0  | 0 |
| 8  |             | 0 | 0 | 0 | 0 | 0  | 0  | 0  | 0 |
| 9  |             | 0 | 0 | 0 | 0 | 0  | 0  | 0  | 0 |
| 10 |             | 0 | 0 | 0 | 0 | 0  | 0  | 0  | 0 |
| 11 |             | 0 | 0 | 0 | 0 | 0  | 0  | 0  | 0 |
| 12 |             | 0 | 0 | 0 | 0 | 0  | 0  | 0  | 0 |